# Mariakapel (Berg, Rijksweg)

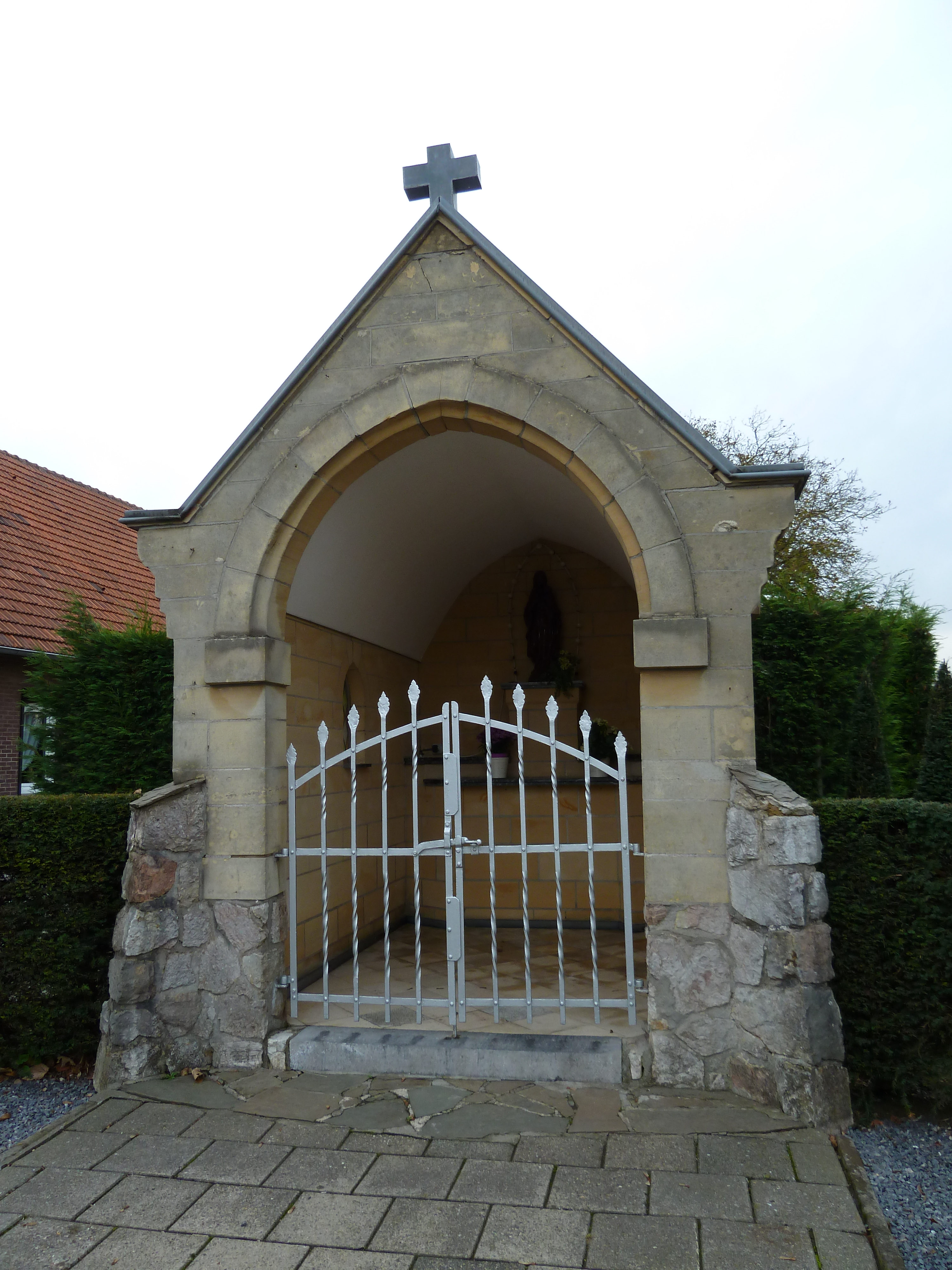
De Mariakapel

De Mariakapel is een kapel in Berg in de Nederlands Zuid-Limburgse gemeente Valkenburg aan de Geul. De kapel staat aan de westkant van het dorp aan de doorgaande weg (Rijksweg) van Berg naar Maastricht waar de Grote Straat hierop uitkomt (ter hoogte van Rijksweg 10).
Elders in het dorp bevindt zich een tweede Mariakapel.
De kapel is gewijd aan Maria. Eens in de twee jaar doet de sacramentsprocessie de kapel aan als rustaltaar.

## Geschiedenis
In het midden van de 19e eeuw werd de kapel gebouwd door de familie Bemelmans.
In de jaren 1950 werd de oude kapel afgebroken op plaats te maken voor de verbreding van de Rijksweg. In 1957 werd er een nieuwe kapel gebouwd.

## Bouwwerk
De open kapel heeft een rechthoekig grondplan en wordt gedekt door een verzonken zadeldak. Het bouwwerk is opgetrokken in mergelsteen waarbij het basement in breuksteen uitgevoerd is. De hoeken hebben lage overhoekse steunberen. In de beide zijgevels is elk een spitsboogvenster aangebracht. De frontgevel en achtergevel zijn een topgevel met schouderstukken, waarbij op de top van de frontgevel een kruis geplaatst is. De frontgevel bevat de spitsboogvormige toegang met iets uitstekende aanzetstenen en wordt afgesloten met een halfhoog ijzeren hek.
Van binnen is de kapel uitgevoerd in mergelsteen en heeft een wit gepleisterd spits tongewelf. Tegen de achterwand is een mergelstenen altaar geplaatst. Op het altaar staat een donkerbruin geglazuurd Mariabeeldje. Rond het beeld is in spitsboogvorm een krans van lampjes aangebracht.